# 学校法人文理学院
学校法人文理学院（ぶんりがくいん）は、かつて宮城県仙台市青葉区本町に所在した準学校法人。
2022年（令和4年）4月1日、学校法人河合塾に吸収合併され、法人格としては消滅した。

## 大学受験部門
大学受験予備校として「専修学校河合塾仙台校」を運営していた。

## 専門学校部門
文理ランドスケープ園芸専門学校は、文理学院が運営していた園芸・造園の専門学校（厚生労働大臣・国土交通大臣指定、認可校）。大学受験部門が河合塾仙台校に改称した後、文理学院の中では唯一「文理」の名が残された学校で、校舎も大学受験部門と同じ本町（中央）地区に置かれていた。
2008年（平成20年）4月より休校。